# Battaglia di Assandun
La battaglia di Assandun fu combattuta il 18 ottobre 1016. Esiste una discussione aperta sul luogo in cui si svolse, se Assandun fosse l'odierna Ashdon oppure Ashingdon, nell'Essex meridionale, in Inghilterra.
Si trattò di una vittoria dei danesi, guidati da Canuto, che sconfissero l'esercito inglese guidato da re Edmondo. Questa battaglia fu la conclusione della riconquista danese dell'Inghilterra.

## Storia
Canuto aveva assediato Londra con il supporto della nobiltà inglese che si opponeva al dominio Sassone, e in particolare dei nobili di Southampton. L'assedio fu la risposta al tentativo effettuato da Edmondo di riconquistare il Wessex, recentemente occupato dai dani, nonché il tentativo di chiudere il conflitto. Londra resistette all'assedio ed Edmondo respinse i dani, ma aveva bisogno di guidare le truppe contro l'assalto danese alla Mercia.
Lasciando Londra, Edmondo intraprese un pericoloso attraverso il paese, dominato dai nemici. Le spie di Canuto seppero dei movimenti di Edmondo e, sulla strada verso l'Essex, gli uomini di Edmondo furono intercettati da Canuto. L'assalto a sorpresa fece fuggire alcuni uomini inglesi, ed i dani uccisero buona parte della nobiltà presente. Secondo alcune fonti i dani stavano perdendo terreno, ed Eadric Streona aveva stretto un patto con Canuto per far scappare i suoi uomini.
In seguito a questa sconfitta re Edmondo II fu obbligato a firmare un trattato di pace in cui tutta l'Inghilterra, con l'eccezione dell'Essex, sarebbe stata controllata da Canuto, e alla morte di uno dei due l'altro si sarebbe preso tutto. I suoi figli sarebbero diventati gli eredi al trono. Dopo la morte di Edmondo avvenuta il 30 novembre, Canuto divenne re di tutto il regno.
Pochi anni dopo, nel 1020, sulla collina in cui si sarebbe combattuta la battaglia ad Ashingdon fu costruita una chiesa dedicata a Sant'Andrea che commemorava la battaglia; questa chiesa è tuttora presente. La chiesa fu fondata dopo l'ascesa al trono di Canuto, avvenuta nel 1020.

## Fonti primarie
La Cronaca anglosassone racconta brevemente la battaglia.
(Cronaca anglosassone)
La battaglia viene anche citata brevemente nella Knýtlinga saga, che cita un verso di un poema scaldico di Óttarr svarti, uno dei poeti di corte di Canuto.
(Knýtlinga saga)
Il racconto più dettagliato della battaglia si trova nell'Encomium Emmae.